# Uljanowka (rejon kuźniecki)
Uljanowka (ros. Ульяновка) – wieś (sieło) w Rosji, w obwodzie penzeńskim, w rejonie kuźnieckim. W 2021 liczyła 1322 mieszkańców.